# 赵达 (演员)
赵达（1980年7月22日—），男，辽宁沈阳人，中国大陆演员。毕业于上海戏剧学院，代表作有电视剧《鬼吹灯之精绝古城》、《活着再见》、《大江大河》等。